# 京極氏
京極氏是日本的一個氏族，本姓源氏。宇多源氏佐佐木氏的分支。
京極氏的源流是佐佐木氏，在鐮倉時代以前居於近江。鐮倉時代，佐佐木信綱擔任近江等數國的守護，其四個兒子分繼近江。其中，第四子佐佐木氏信擁有江北（北近江）高島郡、伊香郡、淺井郡、坂田郡、犬上郡、愛智郡這6郡以及京都的京極高辻之館，其後代一族被稱為京極氏。
在室町時代，京極氏代代擔任出雲、隱岐、飛驒的守護，並擔任室町幕府的四職。應仁之亂以後，由於爭奪家督之位，以及淺井氏的抬頭而衰退。